# Брекеты

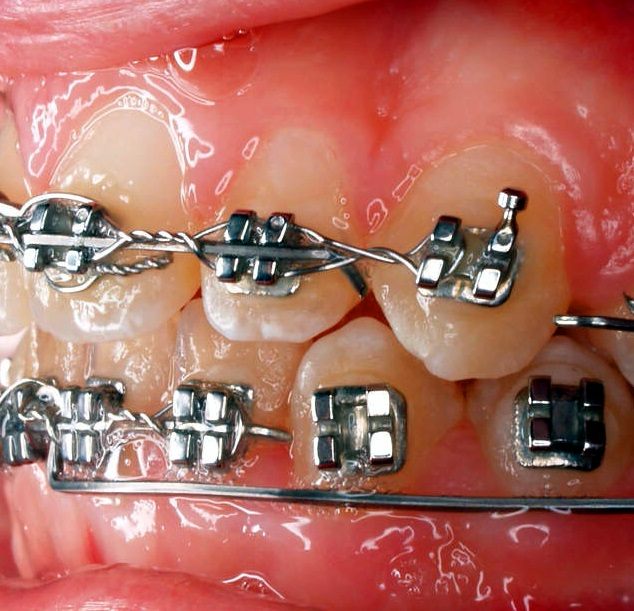
Брекеты

Бре́кеты (англ. от brace «скоба»), ортодонти́ческие ско́бы — сложные ортодонтические несъёмные конструкции (аппараты) для коррекции положения зубов человека при нарушениях прикуса и неровности зубного ряда. Представляют собой устройства, которые фиксируются при помощи ортодонтического клея (бонда) на наружную или внутреннюю поверхность зубов. Брекет имеет паз, в котором лежит ортодонтическая дуга, имеющая «память формы» (например, сплав нитинол на основе никеля и титана) или стальная. Сопротивление этой дуги при её фиксации посредством брекетов на искривлённых зубах — сила, которая медленно, но неуклонно выравнивает зубы и зубной ряд под воздействием тепла в полости рта.

## История
Отцом брекет-систем и современной ортодонтии называют Эдварда Энгла не только благодаря его вкладу в классификацию и диагностику, но и благодаря его изобретательности при разработке новых ортодонтических аппаратов. Лишь с несколькими исключениями, используемые в современной ортодонтии,  несъёмные аппараты основаны на дизайне Энгля, разработанном в начале XX века. Энгль разработал четыре основных системы аппаратов:

### Ε-дуга
В конце XIX века типичный ортодонтический аппарат представлял собой некоторого рода жёсткую рамку, в которой зубы крепились таким образом, что они могли быть расширены по дуге. Первый аппарат Энгля, Ε-дуга, был именно такого типа. Кольца устанавливались только на молярах, а вдоль зубов прокладывалась мощная вестибулярная дуга. Концы дуги имели резьбу, а небольшая гайка, накрученная на участок с резьбой, позволяла дуге продвигаться вперёд для увеличения периметра. Отдельные зубы были просто привязаны к этой расширяющей дуге. Такие аппараты до 1980-х годов ещё можно было встретить в каталогах почтовой рассылки некоторых ортодонтических лабораторий, вероятно, благодаря их простоте, но, несмотря на это, они обеспечивали лишь тяжёлые прерывистые усилия.

### Штифт и трубка
Ε-дуга была способна осуществлять лишь наклон зубов в новое положение. Она не могла обеспечить точной постановки отдельного зуба. Для решения этой проблемы Энгль начал устанавливать кольца на других зубах и использовал вертикальные трубки на каждом зубе, в которые входил штифт, припаянный к небольшой проволочной дуге. С помощью такого аппарата перемещение зуба осуществлялось за счёт изменения положения каждого штифта в отдельности.
Создание и регулировка такого штифтово-трубочного аппарата требовали огромных усилий, и, хотя он теоретически обладал большой точностью зубных перемещений, но был непрактичным для клинического использования. Говорили, что лишь самому Энглю и одному из его студентов удалось изготовить такой аппарат. Относительно тяжёлая несущая дуга обладала плохой упругостью, и проблема как раз состояла в том, что требовалось большое количество коррекций аппарата.

### Ленточная дуга
В своём следующем аппарате Энгль модифицировал трубку на каждом зубе в вертикально расположенный прямоугольный паз. Ленточная дуга из золотой проволоки 10x20 была установлена в пазах и зафиксирована штифтами. Ленточная дуга сразу стала пользоваться успехом, в первую очередь потому, что она, в отличие от своих предшественников, была достаточно небольшой и упругой, а также довольно эффективной для выравнивания смещённых зубов. Хотя ленточная дуга могла быть перекручена при установке в паз, основным слабым местом данного аппарата было то, что он обеспечивал относительно слабый контроль положения корня. Упругость ленточной проволочной дуги просто не позволяла создавать моменты, необходимые для создания торка корней.

### Эджуайз-техника
Для исправления недостатков ленточной дуги Энгль переориентировал паз из вертикального в горизонтальное положение и вставил прямоугольную проволоку, повёрнутую под углом 90° в пазы, и такой аппарат получил название эджуайз-системы. Размеры паза были изменены на 0,022х0,028 дюйма, и использовалась проволока из драгоценного металла размером 0,022х0,028 (сейчас размер паза принято указывать в сокращённом виде, например, .022, убирая первый 0 или 022, убирая также точку). Эти размеры были получены в результате многочисленных экспериментов и обеспечивали действительно хороший контроль положения коронки и корня в трёх плоскостях пространства.
После изобретения в 1928 г. этот аппарат стал основным в лечении при помощи многокольцевых несъёмных аппаратов, хотя ещё целое десятилетие продолжали использоваться ленточные дуги.

## Конструкция брекетов
Самая простая конструкция предусматривает наличие паза для проволочной дуги, лигатурных крыльев для фиксации дуги с помощью лигатур, ретенционных элементов на основании для крепления к поверхности эмали зуба. Вертикальное перемещение зубов будет обеспечиваться простым наличием дуги в пазе брекета, боковое перемещение — возможностью скольжения дуги внутри паза, а ротационный момент — мезиодистальным размером брекета. Вертикальный размер брекета не оказывает влияния на перемещение зубов, но определяет прочность лигатурных крыльев. Дизайн ретенционных пунктов на основании брекета отвечает за степень механической фиксации.

## Физиология перемещения зубов с помощью брекет-систем
Перемещение зубов с помощью брекет-системы происходит в результате оказания давления на коронку зуба. Традиционно в процессе лечения применяются четыре основных элемента: брекеты, адгезивный материал, дуга и лигатуры (в традиционных брекетах). Зубы перемещаются за счёт воздействия силы дуги на зуб через брекет. Иногда применяются дополнительные элементы: раскрывающие пружины и эластические цепочки, их основная цель — это приложение дополнительных сил в необходимом направлении.
Врач-ортодонт задаёт дуге форму, определяемую каждым конкретным клиническим случаем. После этого она помещается в пазы брекетов, наклеенных на каждый зуб верхней и/или нижней челюсти. Дуга стремится вернуть себе первоначальную форму, прикладывая постоянное силовое воздействие к зубу, тем самым постепенно перемещая его. То есть брекет-система инициирует возникновение постоянных сил, которые способствуют перемещению зубов в желаемое положение. Брекеты располагаются на зубах таким образом, чтобы силы, инициированные дугой, двигали зубы в нужном направлении, приводя зубной ряд в естественное и эстетическое состояние. Результатом этого процесса становится ремоделирование кости — резорбция костной ткани альвеолы со стороны, в которую направлено перемещение зуба, и образование новой костной ткани с противоположной стороны.
В зависимости от величины силы, прилагаемой к зубу во время его перемещения, можно выделить два вида костной резорбции: направленная (прямая) резорбция и непрямая (подповерхностная, ретроградная) резорбция, которая происходит в тех случаях, когда периодонтальная связка подвергается чрезмерным по силе и времени нагрузкам.
Другим важным физиологическим процессом, инициируемым натяжением периодонтальной связки и обеспечивающим перемещением зуба, является отложение костной ткани вдоль растянутых периодонтальных волокон. Комбинация этих двух факторов обеспечивает перемещение зуба во время ортодонтического лечения.
Было установлено, что наиболее быстрое и физиологичное перемещение зуба происходит при приложении сил, равных давлению крови в капиллярах периодонтальной связки — 20-26 г/cм. Применение же сил, превышающих эти значения хотя бы на 0,5 г, приводит к сдавливанию сосудов, кислородному голоданию, остановке клеточной активности и таким патологическим процессам, как некроз и гиалинизация. В результате происходит подповерхностная резорбция вместо желаемой физиологичной направленной, обеспечивающей комфортное и быстрое перемещение зуба.

## Виды брекетов
По месту расположения на поверхности зуба различают: вестибулярные (располагаются на наружной стороне зуба) и лингвальные (внутренние) брекеты. По виду используемого при изготовлении материала брекет-системы подразделяются на металлические, пластиковые, полимерные (керамические, сапфировые) и комбинированные. По методике связывания дуги с брекетами различают классические брекеты (с использованием лигатур) и самолигирующие (безлигатурные). Также выделяют эстетические брекеты. К ним относится аппаратура, выполненная из таких материалов, которые менее заметны на зубах по сравнению с металлами (пластики, керамика, сапфир), а также полностью незаметные лингвальные системы.

### Вестибулярные брекеты
Самая обширная группа брекет-систем, которые располагаются на передней поверхности зуба. К вестибулярным, по сути, относятся все брекет-системы за редким исключением. Плюсами вестибулярных брекетов по сравнению с лингвальными (внутренними) является предсказуемость результатов лечения, существенно более низкая цена, удобство гигиенического ухода и прочих манипуляций с брекетами. Основным минусом вестибулярных брекетов считается их высокая заметность. С другой стороны, в 2017 и 2022 году имела место тенденция популяризации брекетов как модного аксессуара, что нивелирует указанный минус.

### Лингвальные брекеты
В отличие от вестибулярных, лингвальные брекеты крепятся к внутренней (лингвальной) стороне зубов и совершенно невидимы для окружающих. Лингвальные брекеты также относят к эстетическим брекетам. Считается, что это наиболее эстетический способ ортодонтического лечения с помощью несъёмных систем. Недостатком лингвальных систем, кроме высокой стоимости, является уменьшение внутренней части полости рта. Поэтому пациенты в первое время испытывают нарушения дикции. Как правило, через 2-3 недели язык приспосабливается к уменьшенным размерам полости рта, и дикция становится нормальной. В случае применения лингвальных брекет-систем требуется также более трудоёмкий уход за полостью рта. Кроме того, при использовании лингвальных брекетов имеет место повышенный дискомфорт пациента вследствие постоянного соприкосновения языка с брекет-системой. В Российской Федерации можно встретить три модели лингвальных брекетов: WIN, Incognito (3M), STB (Ormco).

### Металлические брекеты
Самый старый вид брекет-систем. Для их изготовления применяются нержавеющая сталь (чаще всего марки 17-4), титан или сплав никеля и титана. Металлические брекеты до сих пор широко используется благодаря низкой цене и широкому ассортименту различных вариантов. Внешний вид современных металлических брекетов отличается от их родоначальников — они теперь меньших размеров, могут иметь различные формы и существенно эффективнее предшественников. Главное преимущество металлических брекет-систем перед другими видами — минимальная сила трения между пазом и дугой, от величины которой во многом зависит продолжительность всего лечения. Кроме того, металлические брекеты являются самыми устойчивыми к любого рода внешним воздействиям. Основным минусом металлических брекетов является их большая заметность на зубах по сравнению с другими видами. Также некоторые производители могут использовать при производстве металлических брекетов сплавы низкого качества, что может привести к появлению коррозии, деформации брекетов, непрогнозируемым результатам лечения. Распространёнными примерами металлических брекетов являются In-Ovation производства Dentsply, Damon производства Ormco и SmartClip производства 3M.

### Золотые брекеты
Являются разновидностью металлических брекет-систем. Выбираются пациентами, которые хотят подчеркнуть свой статус и индивидуальность. Как биологически нейтральные, золотые брекет-системы также являются вариантом для пациентов, имеющих аллергию на другие материалы. На практике в настоящее время (2017 год) из золота производится только лингвальные брекеты Incognito производства дентального подразделения компании 3M — Unitek.

### Пластиковые брекеты
Преимущество пластиковых брекет-систем перед металлическими состоит в более эстетичном внешнем виде. Однако, они отличаются достаточно низкой прочностью по сравнению с металлическими брекетами, что может стать причиной поломки пластиковых брекетов прямо в ротовой полости, а также отличаются более длительными сроками лечения вследствие особенностей пластика. Некоторые производители в конструкции таких брекет-систем использует металлический паз для повышения прочности и предсказуемости результатов лечения (например, в брекетах Damon 3 производства компании Ormco). Также пластиковые брекеты способны окрашиваться под воздействием пищевых красителей, содержащихся в кофе, чае и других продуктах. Тем не менее, пластиковые вестибулярные брекеты широко используются благодаря малой заметности и более низкой цене по сравнению с керамическими, сапфировыми и лингвальными брекетами.

### Керамические брекеты
Керамическими называют эстетические брекеты, выполненные из поликристаллического оксида алюминия (например, Damon Clear производства Ormco, Clarity производства 3M, Ovation C производства Dentsply). По сравнению с пластиковыми, керамические брекет-системы являются более дорогими, но и более прочными. Цвет этих брекетов приближен к естественному цвету эмали зубов, что делает их практически незаметными для окружающих. К минусам керамических брекет-систем можно отнести более высокое трение между дугой и пазом брекета (по сравнению с металлическими брекетами), это может увеличить длительность лечения. Для решения этой проблемы иногда в конструкцию внедряется металлический паз, что ухудшает эстетичность.

### Сапфировые брекеты
Изготавливаются из искусственного кристалла сапфира — монокристаллического оксида алюминия. Они обладают наиболее высокой прозрачностью, максимально незаметны и эстетичны. Являются более надёжными по сравнению с пластиковыми и керамическими брекетами, более устойчивы к внешним воздействиям. К минусам данных брекетов можно отнести высокую стоимость. Примерами сапфировых брекетов являются Radiance (American Orthodontics), Inspire Ice (Ormco).

### Классические брекет-системы
Также их называют традиционные брекеты, лигатурные брекеты. Самый старый из ныне используемых видов брекет-систем. Конструктивная особенность этих систем заключается в том, что паз брекета не имеет крышки и дуга крепится в нём с помощью проволочных или эластичных приспособлений — лигатур. Не имея дополнительных механизмов для крепления дуги, эти брекеты проще в изготовлении и дешевле (по сравнению с самолигирующими системами). Однако, они требуют большее количество манипуляций со стороны ортодонта, дополнительных затрат на лигатуры, более частых визитов к врачу для смены и подтягивания лигатур и особого ухода (лигатуры способствуют ухудшению гигиенического состояния ротовой полости).
Также к минусам таких систем можно отнести повышенную вероятность увеличения срока лечения и получения негативных результатов. Дело в том, что при планировании лечения ортодонту необходимо рассчитать усилия, которые прикладывает дуга к брекету и, соответственно, перемещению зуба. При этом лигатура, с помощью которой дуга крепится в пазе брекета, оказывает встречное давление, которое частично нивелирует усилие дуги. В случае лечения на брекет-системах даже такое малое встречное давление может существенно повлиять на сроки и исход лечения.

### Самолигирующие брекет-системы
Лигатурная фиксация дуг требует значительных временных затрат. Например, при обычной смене или активации дуги врачебная работа непосредственно с дугой занимает примерно 20-30 % всего времени. Большая часть приёма связана с удалением старых и установкой новых лигатур. Использование эластичных лигатур на многих этапах лечения является серьёзным компромиссом. Поэтому ряд ортодонтов и инженеров на протяжении десятилетий предпринимаются попытки создания брекетов, обладающих функцией фиксации дуги в пазе без применения лигатур или самолигирующих брекетов. Таких конструкций было предложено великое множество, однако они не получили достаточного распространения. Первые безлигатурные брекеты были громоздки и ненадёжны. Некоторые конструкции существовали только в виде чертежей и прототипов, другие пережили взлёт и падение своей популярности. Однако всё разнообразие конструкций самолигирующих брекетов с течением времени свелось к простой классификации самолигирующих брекетов с закрывающимся крышкой пазом:
- Брекеты с активным типом фиксации или активные самолигирующие брекеты. Механическая заслонка паза таких брекетов оказывает активное давление на дугу с целью перемещения её по направлению к основанию паза.
- Брекеты  с пассивным типом фиксации или пассивные самолигирующие брекеты. Пассивное самолигирование подразумевает, что крышка не оказывает активного давления на проволочную дугу в направлении дна паза брекета. Пассивный самолигирующий брекет в закрытом виде можно сравнить с щёчной трубкой.

Пассивные самолигирующие брекеты являются наиболее прогрессивным видом брекет-систем. Они отличаются наибольшей надёжностью конструкции, стабильностью и предсказуемостью результатов лечения. В то время как в активных самолигирующих системах ортодонту необходимо учитывать также силу давления крышки паза брекета на дугу, в пассивных системах в расчёт имеет смысл принимать только непосредственно усилие, прилагаемое дугой к брекетам.
Среди пассивных самолигирующих брекетов особо выделяется брекет-система, созданная доктором Дуайтом Дэймоном (англ. Dwight Damon) в 2000 году, получившая название Damon System. Эта система по сути является принципиально новым подходом к ортодонтическому лечению с помощью несъёмной техники. Она представляет собой экосистему брекетов, дуг, замков и других элементов, разработанных в комплексе и идеально подходящих друг к другу для обеспечения заданных результатов лечения при условии соблюдения целостности системы и общих алгоритмов лечения именно на этой аппаратуре. 

### Индивидуализированные брекет-системы
Современная CAD/CAM технология позволяет создавать полностью индивидуализированную для каждого пациента ортодонтическую аппаратуру (брекеты и дуги). Благодаря компьютерной точности она уменьшает количество ошибок, открывает новые возможности в планировании и управлении процессом лечения, обеспечивает точные, предсказуемые результаты за меньшее (до 25 %) время. Индивидуальные значения торка и индивидуальная форма дуги с нанесёнными изгибами первого порядка, рассчитанные компьютерной программой, позволяют достичь результатов высокого качества с меньшими усилиями. Брекеты размещаются на зубах таким образом, чтобы переместить их в предписанное врачом положение в кратчайший срок. Применение схемы индивидуальной профилактической программы при лечении брекет-техникой.

#### Краткое описание технологии
Ортодонт изготавливает силиконовые оттиски (слепки) зубов пациента и передаёт их в лабораторию, где производится сканирование оттисков. Таким образом создаётся трёхмерная компьютерная модель зубов. Программа обрабатывает изображение так, чтобы каждый зуб был преобразован в отдельный геометрический объект с возможностью перемещаться и изменять положение во всех плоскостях. В соответствии с пожеланиями врача, техники в специальной программе устанавливают зубы в положение, которое они займут в результате лечения, а также вычисляют и вычерчивают идеальную форму зубных дуг. Программа создаёт «виртуальный сетап» — помещает на зубы брекеты, выбранные врачом. После этого файл с сетапом отправляется врачу для одобрения. Врач имеет возможность при помощи специальной программы изменить сетап и отправить его на переделку. Так происходит до тех пор, пока врач не одобрит сетап. После этого заказ поступает в производство. Врач получает изготовленные в полном соответствии с его заказом 2 набора переносных шаблонов для фиксации брекетов на зубы, содержащих брекеты, изготовленные индивидуально под пациента. Врач получает свой заказ по почте и фиксирует брекеты при помощи шаблонов на зубы пациента напрямую (гипсовая модель и капа не нужны).
Примерами существующих технологий изготовления индивидуализированных брекет-систем являются системы Insignia (Ormco) и Orapix.